# Kai-Khosrov Ier Jakéli
Kai-Khosrov Ier Jakéli (né vers 1449, mort le 6 mai 1502) est prince ou atabeg du Samtskhe de 1500 à 1502.

## Biographie
Kai-Khosrov est le fils aîné et le successeur de Qvarqvaré IV Jakéli.
Il gouverne le Samtskhe en prince indépendant et maintient des bonnes relations avec les autres princes géorgiens.
Les pachas ottomans d'Erzurum et de Trabzon commencent sous son règne à organiser des incursions dans le Samtskhe. Il doit acheter leur départ par la soumission et le versement de contributions financières.
Kai-Kosrov Ier meurt a priori sans descendance, âgé de 53 ans le 6 mai 1502. Cependant, Cyrille Toumanoff en fait le père de Qvarqvaré V Jakéli.